# TV Hüttenberg
Der Turnverein 05/07 Hüttenberg e. V. (kurz: TV Hüttenberg) ist ein Sportverein aus Hüttenberg in Mittelhessen.
Bekannt wurde der Verein durch seine Handballmannschaft, die bis 1985 insgesamt fünfzehn Jahre lang in der Bundesliga spielte, davon acht Jahre in der eingleisigen Bundesliga. In den Jahren 2011 und – nach einem Durchmarsch aus der 3. Liga – 2017 kehrte der TV Hüttenberg für jeweils ein Jahr in die Bundesliga zurück. Seitdem spielt das Team in der 2. Bundesliga.

## Chronik
Der TV Hüttenberg entstand 1969 durch den Zusammenschluss der Vereine TV Hochelheim (gegründet 1905) und TV Hörnsheim (gegründet 1907). Einer der entscheidenden Auslöser für den Zusammenschluss war die Neu-Bildung der Gemeinde Hüttenberg im Jahr 1968. Beide Vereine waren bereits zuvor überregional als Handballhochburgen bekannt.
1968 wurde Rudolf Spengler Trainer. Er blieb dies bis 1979. Dies war die sportlich erfolgreichste Zeit des Vereins. Er erreichte 1972 den Aufstieg in die damals noch zweigleisige Bundesliga. 1974 wurde Hüttenberg Erster der Bundesliga Süd. 1977 und 1978 wurde der Club DHB-Vize-Pokalsieger und 1978/79 nahm er am Europapokal teil. Zur Saison 1979/80 übernahm Peter Barthelmey das Traineramt von dem nach elf Jahren ausscheidenden Rudolf Spengler. Die Mannschaft wurde Bundesliga-Vierter, geriet aber in der folgenden Saison in Abstiegsnöte. Rudolf Spenglers Sohn Horst Spengler, Kapitän der deutschen Weltmeistermannschaft von 1978, übernahm zusammen mit Klaus Meineke und Harald Ohly als Spielertrainer und rettete den TVH auf Rang neun. Als Gründungsmitglied der eingleisigen Handball-Bundesliga hielt sich der Verein noch bis 1985 in der höchsten deutschen Spielklasse.
In den 1990er Jahren wurde der TV Hüttenberg durch den Lokalrivalen HSG Wetzlar überflügelt und musste für einige Jahre sogar den Gang in die Regionalliga antreten. 2004 gelang der Wiederaufstieg in die 2. Bundesliga. 2011 konnte Hüttenberg als Zweiter in der 2. Bundesliga Süd die Relegationsspiele um den Aufstieg erreichen. Die Mannschaft setzte sich gegen GWD Minden durch und feierte den Wiederaufstieg in die Bundesliga. Doch bereits in der folgenden Saison musste der TV Hüttenberg den sportlichen Abstieg in die 2. Bundesliga hinnehmen, aus welcher der TVH im Sommer 2015 erneut abstieg. Nach einer erfolgreichen Saison 2015/16 in Liga 3 mit 54:6 Punkten folgte der Aufstieg in die 2. Bundesliga.
Dank einer geschlossenen Leistung der Mannschaft um Trainer Aðalsteinn Eyjólfsson erkämpfte sich der TVH in der Spielzeit 2016/17 einen respektablen zweiten Tabellenrang in der 2. Bundesliga und den damit verbundenen Aufstieg in die Bundesliga. Mit dem erneuten Aufstieg nach 2011, nach einem „Herzschlagfinale“ am letzten Spieltag, gelang Hüttenberg als erstem Team seit dem Bestehen der eingleisigen zweiten Bundesliga ein Durchmarsch aus der 3. Liga bis in die Bundesliga.
Am 23. Oktober 2017 trat Emir Kurtagic die Nachfolge von Eyjólfsson an. Nach der 23:28-Niederlage gegen die Füchse Berlin am letzten Spieltag der Saison 2017/18, stieg Hüttenberg wieder in die 2. Bundesliga ab. Im Winter 2020 löste der seitherige Co-Trainer Johannes Wohlrab Frederick Griesbach als Cheftrainer ab. Zur Saison 2023/24 wurde der bisherige Co-Trainer Stefan Kneer Trainer der ersten Männermannschaft. In der Spielzeit 2024/25 wurde der Bundesligaaufstieg am letzten Spieltag durch eine Niederlage beim Tabellenvierzehnten Eulen Ludwigshafen knapp verpasst.

## Maskottchen
Zum Start der Rückrunde der Saison 2017/18 in der Handball-Bundesliga stellte der TV Hüttenberg zum ersten Mal ein eigenes Maskottchen vor. Im Heimspiel gegen den SC DHfK Leipzig am 18. Spieltag betrat „Rollo“ die Spielfläche. Die Figur verkörpert dabei die Eigenschaften, die Hüttenberg in der bundesweiten Wahrnehmung ausmachen – Handball und Handkäse.

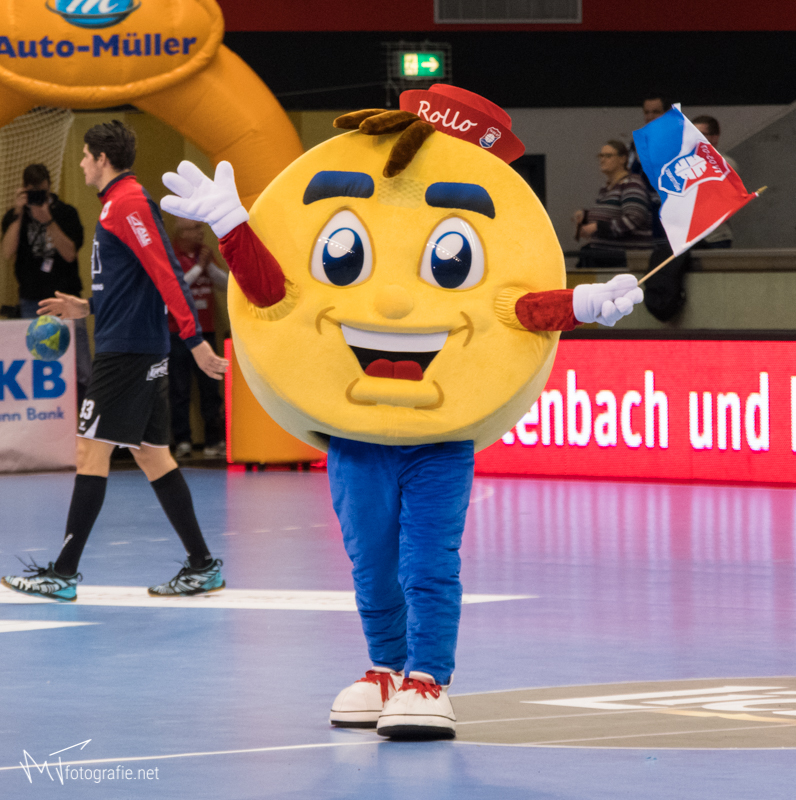
„Rollo“ – Das TVH-Maskottchen

## Spielstätten

### Sportzentrum Hüttenberg
Der Verein trägt seine Heimspiele hauptsächlich im 1969 erbauten Sportzentrum Hüttenberg aus, das sich genau an der Grenze der beiden Dörfer Hörnsheim und Hochelheim befindet. Die Halle hat ein maximales Fassungsvermögen von 1600 Zuschauern, bei Bundesligaspielen jedoch meist reduziert auf 1450 Plätze. Neben dem Spielbetrieb der 1. Mannschaft wird die Halle vor allem auch als Heimspielstätte der Frauen- und Jugendmannschaften sowie als Trainingsanlage genutzt.

### Sporthalle Gießen-Ost
Da die Hüttenberger Sporthalle nach dem Bundesliga-Aufstieg 2017 nicht die Anforderungen der HBL erfüllte, musste sich der Verein für die Saison 2017/18 nach einer neuen Spielstätte umsehen. Dazu wurden zunächst zahlreiche Möglichkeiten geprüft, unter anderem die Errichtung einer Leichtbauhalle auf dem Hüttenberger Festplatz. Schließlich konnte der TVH einen Großteil seiner Heimspiele in der Sporthalle Gießen Ost austragen. Diese wird hauptsächlich vom Basketball-Bundesligisten Gießen 46ers als Heimspielstätte genutzt. Bei Handballspielen bietet sie Platz für etwa 2600 Zuschauer.

### Rittal Arena Wetzlar
Aufgrund der Auflagen während der COVID-19-Pandemie war es dem TV Hüttenberg in der Saison 2020/21 nicht möglich, seine Heimspiele vor Publikum in der Sporthalle in Hüttenberg zu absolvieren. Daher beschlossen die Hüttenberger Verantwortlichen ein Ausweichen auf die größere Rittal Arena Wetzlar. Die Heimspielstätte beheimatet auch die HSG Wetzlar und den RSV Lahn-Dill. Damit stand den Blau-Weiß-Roten für die Saison 2020/21 ein Spielort zur Verfügung, der immerhin 800 Zuschauer Corona-konform fassen konnte (anstatt der normalerweise rund 4500 Plätze).

## Saison 2025/26

### Aktueller Kader
| Nr. | Name              | Position | Nationalität | Geburtsdatum | Größe  | im Verein seit |
| --- | ----------------- | -------- | ------------ | ------------ | ------ | -------------- |
| 12  | Simon Böhne       | TW       | Deutscher    | 07.07.2000   | 1,88 m | 2016           |
| 55  | Yahav Shamir      | TW       | Israel       | 06.04.1999   | 1,85 m | 2024           |
| 3   | Philipp Schwarz   | LA       | Deutscher    | 22.04.2002   | 1,90 m | 2007           |
| 10  | Paul Ohl          | RM       | Deutscher    | 08.02.2003   | 1,92 m | 2024           |
| 11  | Lasse Ohl         | KM       | Deutscher    | 25.02.2005   | 1,89 m | 2024           |
| 14  | Moritz Zörb       | KM       | Deutscher    | 26.10.1995   | 1,90 m | 2016           |
| 17  | Phil Spandau      | LA       | Deutscher    | 16.05.2005   | 1,79 m | 2024           |
| 18  | Tim Rüdiger       | RA       | Deutscher    | 09.07.1998   | 1,70 m | 2023           |
| 19  | Vít Reichl        | KM       | Tscheche     | 15.06.1993   | 1,88 m | 2020           |
| 20  | Leif Haack        | RL       | Deutscher    | 22.06.2005   | 1,97 m | 2024           |
| 25  | Torsten Anselm    | RL       | Deutscher    | 20.01.2004   | 1,89 m | 2025           |
| 32  | Leon Stehl        | RA       | Deutscher    | 29.08.2006   | 1,90 m | 2025           |
| 34  | Paul Kompenhans   | RM       | Deutscher    | 08.10.2002   | 1,91 m | 2022           |
| 47  | Danil Dyatlov     | RR       | Deutscher    | 26.05.2004   | 1,90 m | 2025           |
| 51  | Hendrik Schreiber | RM, RR   | Deutscher    | 15.05.1998   | 1,91 m | 2019           |
| 97  | David Kuntscher   | RR       | Deutscher    | 15.02.2002   | 1,90 m | 2022           |

Legende:
| - TW = Torwart | - RL = Rückraum Links - RM = Rückraum Mitte - RR = Rückraum Rechts | - LA = Linksaußen - KM = Kreismitte - RA = Rechtsaußen |

### Trainer- und Betreuerstab
| Name            | Amt         | Nationalität | Geburtsdatum |
| --------------- | ----------- | ------------ | ------------ |
| Stefan Kneer    | Cheftrainer | Deutscher    | 19.12.1985   |
| Sebastian Weber | Co-Trainer  | Deutscher    | 02.09.1986   |

### Transfers zur Saison 2025/26
| Zugänge             | Zugänge        | Zugänge                                  |
| Nation              | Name           | abgebender Verein                        |
| ------------------- | -------------- | ---------------------------------------- |
| Deutschland         | Danil Dyatlov  | HBW Balingen-Weilstetten                 |
| Deutschland         | Torsten Anselm | SG Pforzheim-Eutingen                    |
| Deutschland         | Leon Stehl     | MT Melsungen, Zweitspielrecht Hüttenberg |
| Stand: 7. Juli 2025 |                |                                          |

| Abgänge             | Abgänge           | Abgänge             |
| Nation              | Name              | aufnehmender Verein |
| ------------------- | ----------------- | ------------------- |
| Deutschland         | Niklas Theiß      | HSG Wetzlar         |
| Deutschland         | Finn Rüspeler     | HSG Krefeld         |
| Deutschland         | Tristan Kirschner | Ziel unbekannt      |
| Deutschland         | Johannes Klein    | HSG Linden          |
| Stand: 8. Juni 2025 |                   |                     |

## Bekannte ehemalige Spieler
- Piotr Przybecki, ehemaliger polnischer Nationalspieler
- Thomas Schäfer
- Norbert Bach
- Peter Barthelmey
- Dieter Beckmann
- Richard Boczkowski, 29-facher Nationalspieler, im Kader der deutschen Weltmeistermannschaft von 1978
- Gennadij Chalepo, 72-facher belarussischer Nationalspieler
- Walter Don, früherer deutscher Nationalspieler
- Axel Huth, früherer deutscher Nationalspieler
- Klaus Meineke, früherer deutscher Nationalspieler
- Volker Michel, früherer deutscher Nationalspieler
- Julius Mohr
- Harald Ohly, 56-facher deutscher Nationalspieler
- Staffan Olsson, 358-facher schwedischer Nationalspieler, Weltmeister von 1990 und 1999
- Michael Paul, früherer deutscher Nationalspieler
- Timm Schneider, früherer deutscher Nationalspieler und seit 2023 Geschäftsführer des TV Hüttenberg
- Arne Rigterink (2004–2010), Geschäftsführer bei Rigterink Logistik GmbH & Co. KG[21]
- Uli Schaus, früherer deutscher Nationalspieler
- Horst Spengler, Kapitän der deutschen Weltmeistermannschaft von 1978, mit 147 Länderspielen zeitweiliger Rekordnationalspieler
- Arno Böckling, früherer deutscher Nationalspieler
- Klaus Wöller, früherer deutscher Nationalspieler

## Bekannte ehemalige Trainer
- Rudolf Spengler (1968–1979)
- Jan Gorr (2005–2012)
- Heiko Karrer (2012–3/2014)
- Aðalsteinn Eyjólfsson (2/2015–10/2017)
- Emir Kurtagic (10/2017–6/2019)

## Vereins-Platzierungen
| Saison    | Liga                          | Platz | Bemerkung                                                                         |
| --------- | ----------------------------- | ----- | --------------------------------------------------------------------------------- |
| 1971/72   | Handball-Regionalliga Südwest | 1.    | Aufsteiger in die 1. Bundesliga                                                   |
| 1972/73   | Bundesliga Süd                | 2.    | Ausscheiden im Halbfinale gegen den Vertreter der Nord-Gruppe VfL Gummersbach     |
| 1973/74   | Bundesliga Süd                | 1.    | Ausscheiden im Halbfinale gegen den Vertreter der Nord-Gruppe VfL Gummersbach     |
| 1974/75   | Bundesliga Süd                | 3.    |                                                                                   |
| 1975/76   | Bundesliga Süd                | 6.    |                                                                                   |
| 1976/77   | Bundesliga Süd                | 3.    | Qualifikation für die eingleisige Bundesliga, Endspielteilnehmer um den DHB-Pokal |
| 1977/78   | 1. Bundesliga                 | 5.    | Endspielteilnehmer um den DHB-Pokal                                               |
| 1978/79   | 1. Bundesliga                 | 7.    | Europacupteilnehmer                                                               |
| 1979/80   | 1. Bundesliga                 | 4.    |                                                                                   |
| 1980/81   | 1. Bundesliga                 | 9.    |                                                                                   |
| 1981/82   | 1. Bundesliga                 | 10.   |                                                                                   |
| 1982/83   | 1. Bundesliga                 | 8.    |                                                                                   |
| 1983/84   | 1. Bundesliga                 | 10.   |                                                                                   |
| 1984/85   | 1. Bundesliga                 | 13.   | Absteiger aus der 1. Liga                                                         |
| 1985/86   | 2. Bundesliga Süd             | 6.    |                                                                                   |
| 1986/87   | 2. Bundesliga Süd             | 4.    |                                                                                   |
| 1987/88   | 2. Bundesliga Süd             | 7.    | Halbfinalteilnahme im DHB-Pokal                                                   |
| 1988/89   | 2. Bundesliga Süd             | 7.    |                                                                                   |
| 1989/90   | 2. Bundesliga Süd             | 3.    |                                                                                   |
| 1990/91   | 2. Bundesliga Süd             | 2.    |                                                                                   |
| 1991/92   | 2. Bundesliga Süd             | 7.    |                                                                                   |
| 1992/93   | 2. Bundesliga Süd             | 8.    |                                                                                   |
| 1993/94   | 2. Bundesliga Süd             | 12.   |                                                                                   |
| 1994/95   | 2. Bundesliga Süd             | 15.   |                                                                                   |
| 1995/96   | 2. Bundesliga Süd             | 7.    |                                                                                   |
| 1996/97   | 2. Bundesliga Süd             | 14.   |                                                                                   |
| 1997/98   | 2. Bundesliga Süd             | 17.   | Relegation – Absteiger aus der 2. Bundesliga Süd                                  |
| 1998/99   | Regionalliga Süd-West         | 6.    |                                                                                   |
| 1999/2000 | Regionalliga Süd-West         | 8.    |                                                                                   |
| 2000/01   | Regionalliga Süd-West         | 4.    | 3. Runde im DHB-Pokal                                                             |
| 2001/02   | Regionalliga Süd-West         | 4.    |                                                                                   |
| 2002/03   | Regionalliga Süd-West         | 2.    |                                                                                   |
| 2003/04   | Regionalliga Süd-West         | 1.    | Aufsteiger in die 2. Bundesliga                                                   |
| 2004/05   | 2. Bundesliga Süd             | 18.   | Nicht-Abstieg wg. Lizenzerteilung                                                 |
| 2005/06   | 2. Bundesliga Süd             | 8.    |                                                                                   |
| 2006/07   | 2. Bundesliga Süd             | 4.    |                                                                                   |
| 2007/08   | 2. Bundesliga Süd             | 9.    |                                                                                   |
| 2008/09   | 2. Bundesliga Süd             | 7.    |                                                                                   |
| 2009/10   | 2. Bundesliga Süd             | 4.    |                                                                                   |
| 2010/11   | 2. Bundesliga Süd             | 2.    | Aufsteiger in die 1. Bundesliga nach Sieg in der Relegation gegen GWD Minden      |
| 2011/12   | 1. Bundesliga                 | 17.   | Absteiger aus der 1. Liga                                                         |
| 2012/13   | 2. Bundesliga                 | 10.   |                                                                                   |
| 2013/14   | 2. Bundesliga                 | 16.   |                                                                                   |
| 2014/15   | 2. Bundesliga                 | 19.   | Absteiger in die 3. Liga                                                          |
| 2015/16   | 3. Bundesliga Ost             | 1.    | Aufsteiger in die 2. Bundesliga                                                   |
| 2016/17   | 2. Bundesliga                 | 2.    | Aufsteiger in die 1. Bundesliga                                                   |
| 2017/18   | 1. Bundesliga                 | 18.   | Absteiger aus der 1. Liga                                                         |
| 2018/19   | 2. Bundesliga                 | 10.   |                                                                                   |
| 2019/20   | 2. Bundesliga                 | 15.   |                                                                                   |
| 2020/21   | 2. Bundesliga                 | 13.   |                                                                                   |
| 2021/22   | 2. Bundesliga                 | 4.    |                                                                                   |
| 2022/23   | 2. Bundesliga                 | 13.   |                                                                                   |
| 2023/24   | 2. Bundesliga                 | 12.   |                                                                                   |
| 2024/25   | 2. Bundesliga                 | 3.    |                                                                                   |

|  | Aufstieg |
|  | Abstieg  |

## Jugendmannschaften
Der TV Hüttenberg spielte in der Saison 2024/25 in der B-Jugend-Bundesliga und stellte in der Vergangenheit mehrere Hessenmeister.